# Cathal
Cathal ist ein irischer männlicher Vorname mit der Bedeutung mächtig in der Schlacht. Der Name ist aus den goidelischen Bestandteilen cath (Schlacht) und val (herrschen) abgeleitet. Die englische Form des Namens ist Charles.

## Verbreitung
Der Name tauchte in England um die Jahrtausendwende hin und wieder in den Hitlisten auf. In Schottland wird er seit 1990 sporadisch vergeben. In Irland wird der Name seit 1964 alljährlich bei der Namenswahl berücksichtigt. Seitdem wurden circa 90 Jungen so genannt. Der Name kommt in Nordirland seit 1997 fast jedes Jahr in der Namensgebung vor.

## Bekannte Namensträger
- Cathal Brugha (1874–1922), irischer Revolutionär und Politiker
- Cathal Séamas Ó hEochaidh (1925–2006), irischer Politiker
- Cathal Ó Searcaigh (* 1956), irischer Schriftsteller